# Vicent Costa i Nogueras

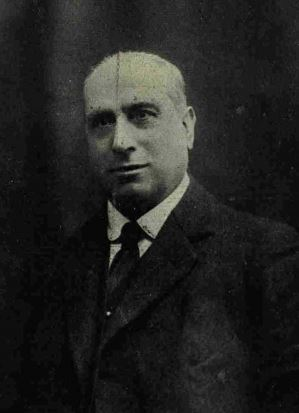
Vicent Costa i Nogueras in der Zeitschrift El Teatre Català im März 1914

Vicent Costa i Nogueras (* 29. April 1852 in Alcoi; † September 1919 in Barcelona) war ein katalanischer Komponist und Pianist.

## Leben und Werk
Vicent Costa i Nogueras lebte ab seinem fünften Lebensjahr in Tossa de Mar.  1862 ging er nach Barcelona und studierte Klavier bei Joan Baptista Pujol sowie Komposition bei Joan Sariols (1820–1856) und Gabriel Balart. Anschließend ging er nach Paris, London und Stuttgart, wo er unter anderem Unterricht bei Hans von Bülow und George Jean Pfeiffer nahm. In Stuttgart stand er möglicherweise in Kontakt mit Franz Liszt. Zurück in Spanien bei der Weltausstellung 1888 gab er einige Konzerte in Madrid und Barcelona.
Er wirkte als Dozent für Klavier am Conservatori del Liceu und am Conservatori Municipal de Barcelona. Zusammen mit den Pitxot-Brüdern gründete er das Trio Català, das um 1909 in Girona auftrat.
Er schrieb einige pädagogische Werke für Klavier wie den Tratado completo del estudio del piano (1910) und die Estudios característicos.
Als Komponist schrieb er eine beträchtliche Anzahl von Bühnenmusikwerken wie die Opern Fior di mandorio und Inés de Castro, die 1905 am Liceu uraufgeführt wurden. Darüber hinaus komponierte er symphonische Werke, eine spanische Orchestersuite und mehrere Werke für Gesang und Klavier.